# Piedrahíta (Ávila)
Piedrahíta es un municipio y villa española de la provincia de Ávila, en la comunidad autónoma de Castilla y León. La localidad se encuentra emplazada en el valle del Corneja, en la vertiente norte de la sierra de Villafranca, flanqueada al oeste por el monte de la Jura. Forma parte del partido judicial de Piedrahíta y de la comarca de El Barco de Ávila-Piedrahíta. El término municipal tiene una población de 1637 habitantes (INE 2024).

## Toponimia
Piedrahíta viene del latín petra ficta, literalmente 'piedra clavada'. Designa propiamente una piedra clavada en el terreno como delimitación de una propiedad. El topónimo se repite con abundancia en la romania: Pierrefitte (Argelès-Gazost), Pietrafitta (Avegno, Génova), con ligeras variantes (fissa y no ficta) Pietrafessa (Castiglione della Pescaia, Italia), etc. En zona de habla castellana citemos Piedrahíta (Teruel), Piedrahíta de Castro (Zamora), Piedrahíta de Juarros (Burgos), etc. Pueden compararse con /f/ mantenida: Piedrafita del Cebrero (entre León y Lugo), Piedrafita de Babia (León), etc., en zonas donde originalmente /f/ inicial era mantenida. Comparemos el catalán Perafita (Osona), o los gallegos Pedrafita (Lugo, Pontevedra, etc), y Perafita en Portugal. A veces piedra ha sido omitido y hallamos simplemente Hita (Guadalajara), El Hito (Cuenca). También Fitero, Lanzahíta.
Cuenta una leyenda que su nombre proviene de los «hitos» de piedra que dejaban los antiguos moradores de la zona para marcar el camino de vuelta tras una jornada de caza. Estos hitos eran piedras amontanadas unas encima de otras cada cierta distancia. La zona de Piedrahíta estaba rodeada de grandes bosques de robles y pinares que hacían muy difícil su localización, de ahí que las gentes de la época se vieran en la obligación de señalar la zona donde hoy se asienta la localidad de Piedrahíta. También es probable que el topónimo tenga su origen en el cercano monte de la Peña Negra, que destaca notablemente (como si de un hito se tratara) sobre la sierra de Villafranca.

## Geografía
Integrado en la comarca de El Barco de Ávila-Piedrahíta, subcomarca Valle del Corneja, se sitúa a 64 km de la capital provincial. El término municipal está atravesado por la carretera N-110 entre los pK 312 y 316 y por la carretera autonómica CL-510 (Salamanca-Alba de Tormes-Piedrahíta), además de por las carreteras provinciales AV-102, que se dirige a Villar de Corneja, AV-104, que conecta con San Bartolomé de Corneja y AV-932, que cruza la sierra de Piedrahíta hacia San Juan de Gredos. 
El relieve del municipio está caracterizado por el valle del Corneja al norte y la sierra de Villafranca al sur. La altitud oscila entre los 1680 m en el extremo oriental, en plena sierra de Villafranca, y los 1000 m a orillas del río Corneja. El pueblo se alza a 1060 m sobre el nivel del mar. 
| Noroeste: San Bartolomé de Corneja            | Norte: Malpartida de Corneja y Mesegar de Corneja | Noreste: San Miguel de Corneja               |
| Oeste: Hoyorredondo                           |                                                   | Este: Navaescurial                           |
| Suroeste: Santiago del Collado y La Aldehuela | Sur: Santiago del Collado                         | Sureste: Navaescurial y Santiago del Collado |

## Historia
Los primeros testimonios sobre la villa de Piedrahíta datan de 1189, bajo el reinado de Alfonso VIII. En esta época se creó el señorío de Valdecorneja, que adquirió gran renombre durante la Edad Media, debido en gran medida a su excelente situación geográfica. La dominación árabe supuso un gran crecimiento económico para toda esta zona cercana a Gredos. De esta época datan los primeros pozos de agua dulce de la región.
Doña Berenguela, reina de Castilla e hija del rey Alfonso VIII, donó su fortaleza al pueblo como iglesia, según cuenta la tradición. En el siglo XIII el rey Alfonso X el Sabio entregó el señorío de Valdecorneja a su hermano el infante Felipe, que fue el primero de una larga lista de infantes, señores de Piedrahíta. En 1366 Enrique II de Castilla cedió Valdecorneja a García Álvarez de Toledo y Meneses. A partir de este momento, la historia de la villa va a estar inexorablemente ligada a los Álvarez de Toledo.
En el año 1440 el rey Juan II de Castilla acudió a la iglesia de Piedrahíta para participar en los oficios religiosos de la Semana Santa procedente de Bonilla de la Sierra, donde pasaba una temporada. En 1485 Fadrique Álvarez de Toledo y Enríquez de Quiñones, primo de los Reyes Católicos, tomó posesión de la casa de Alba y del señorío de Valdecorneja. Fue don Fadrique el primer conde de Piedrahíta. Fernando Álvarez de Toledo y Pimentel, el Gran Duque de Alba, nacido en la localidad de Piedrahíta el 29 de octubre de 1507, fue el más célebre de los duques de Alba de Tormes gracias a sus hazañas militares, y aumentó el renombre de esta tierra.
Durante el siglo XVIII, Fernando de Silva y Álvarez de Toledo, conocido como el duque Viejo, mandó construir un soberbio palacio de estilo neoclásico francés, conocido como el palacio de los duques de Alba. Su nieta María del Pilar Teresa Cayetana de Silva y Álvarez de Toledo hizo de esta mansión un lugar de reunión de artistas e intelectuales de su época.
La ocupación francesa fue especialmente dura en estos parajes, donde las tropas del general Goudinot cometieron todo tipo de abusos. El palacio de los Alba fue destruido por la muchedumbre durante estos sucesos. Hacia mediados del siglo XIX, el lugar tenía contabilizada una población de 847 habitantes. La localidad es descrita en el decimotercer volumen del Diccionario geográfico-estadístico-histórico de España y sus posesiones de Ultramar de Pascual Madoz de la siguiente manera:

PIEDRAHITA: v. con ayunt. que le constituye en union de sus 5 arrabales titulados Palacios, Casa de Sebastian Perez, Almohalla, el Soto, Pesquera y Cañada y Barrionuevo, en la prov. y dióc. de Avila (10 leg.), part. jud. de su nombre, aud. terr. de Madrid (26), c. g. de Castilla la Vieja (Valladolid 26). sit. en la falda N. de la sierra del mismo nombre, á la conclusion del monte titulado de la Jura y en sitio sumamente alegre y pintoresco; la combaten todos los vientos y su clima generalmente frio, es sano, padeciéndose sin embargo fiebres intermitentes. Tiene 228 casas, casi todas de 2 pisos y de regular construccion, que se distribuyen en 12 calles empedradas y bastante anchas, una plaza que forma un cuadrilongo y 3 plazuelas: hay casa de ayunt. en buen estado, cárcel, que se construyó el año de 1839, en la que se formaron varios departamentos para que los presos estuviesen con la debida separacion y seguridad; un palacio destruido, del que solo se conservan los jardines y las paredes, que son de granito sumamente fino y bien pulimentado; un hospital fundado en el año de 1576 por el presbítero Juan Garcia y Luis Gonzalez de Arranz, con destino al socorro de los enfermos pobres de esta v. y sus arrabales; sus rentas consisten en 3,233 rs. y 26 mrs. en dinero, y 2 fan. y 6 celemines de trigo; escuela de instruccion primaria á la que concurren de 70 á 80 niños, dotada con 2,500 rs. pagados de los fondos do propios, casa, y 320 rs. por cuidar del reloj; otra de niñas, cuya maestra recibe 1,100 rs.; un convento de religiosas carmelitas con 9 monjas; un beaterío de la orden de Sto. Domingo, en el que hay 2 beatas ancianas que se ocupan de la enseñanza de las niñas; y una igl. parr. (Sta. Maria de la Asuncion), con curato arciprestazgo de térm. y provision ordinaria; hay ademas del ascipreste un vicario curado, un beneficio simple servidero que tiene propietario, y otros tres mas vacantes, cuyas cargas levantan el párroco y beneficiado propietario. Hay tres ermitas, Ntra. Sra. de la Vega, S. Juan y la Magdalena, todas con culto público á espensas de los fieles; en los afueras de la pobl. se encuentra bastante arbolado de chopos y negrillos: el cementerio está en parage que no ofende la salud pública, y los vec. se surten de aguas de una hermosa fuente, con 4 caños, que hay en la plaza del pueblo, y de las de otra, sit. en la calle titulada Pilillas: confina el térm. N. Malpartida de Corneja; E. San Miguel de Corneja; S. Villafranca, y O. con la prov. de Salamanca y térm. del l. de Navalmorales; se estiende 1 leg. de N. á S., 1/2 de E. á O., y comprende el citado monte de la Jura, que es de roble; algun monte bajo de retama; una deh. boyal de 1/2 leg. de estension, y muchos prados naturales poblados de regulares yerbas. Brotan en el muchas fuentes, y le atraviesan el r. Corneja, y 3 gargantas denominadas, Arroyo del Espinar, Garganta de la Sierra y Rio de Santiago; todas ellas se reunen con el r. Corneja. El terreno en su mayor parte es de primera calidad. caminos: los que dirigen á Avila, Salamanca, Barco, Bejar y pueblos limítrofes, todos en regular estado. correos: se reciben en la cap. de prov. prod.: trigo, centeno, cebada, algarrobas, patatas y toda clase de legumbres y frutas; mantiene ganado lanar, vacuno, yeguar y de cerda; cria caza de perdices, liebres y conejos y pesca de truchas: ind.: la agrícola, una fábrica de sombreros del uso del pais; tres tejedores de lienzo comun, varios molinos harineros, dos cererias y cria de ganado vacuno: el comercio está reducido á la esportacion de los frutos sobrantes y ganado vacuno, é importacion de los art. de que se carece; hay 4 tiendas de paños finos y ordinarios, percales, bayetas, quincalla, azúcar y chocolate, 6 panaderias y 4 confiterias: se celebra mercado los martes de cada semana; y una feria el 24 de agosto, en la que se presenta toda clase de efectos y muy particularmente ganados. pobl.: 228 vec., 847 almas. cap. prod.: 5.832,525 rs. imp.: 153,301. ind. y fab.: 44,850. contr.: 90,771 rs. con 2 mrs.: el presupuesto municipal asciende de de 26 á 27,000 rs. que se cubren con los productos de arbitrios.
Es pobl. muy antigua y fuerte en otro tiempo. Aun se cita el nombre del monte inmediato llamado de la Jura en memoria de la supuesta batalla de Piedrahita, que se dice ganada á los moros por Fernan González despues de tres dias de pelea sobre estos lugares. Los duques de Alba á cuyo señorío fue concedida, la enriquecieron considerablemente. Padeció mucho en la guerra de la Independencia. Es patria del gran duque de Alba D. Fernando Alvarez de Toledo, quien despues de una vida gloriosa por sus muchas hazañas, murió en Lisboa el 11 de diciembre de 1582 en los brazos del beato P. Fr. Luis de Granada.
(Madoz, 1849, pp. 21-22)

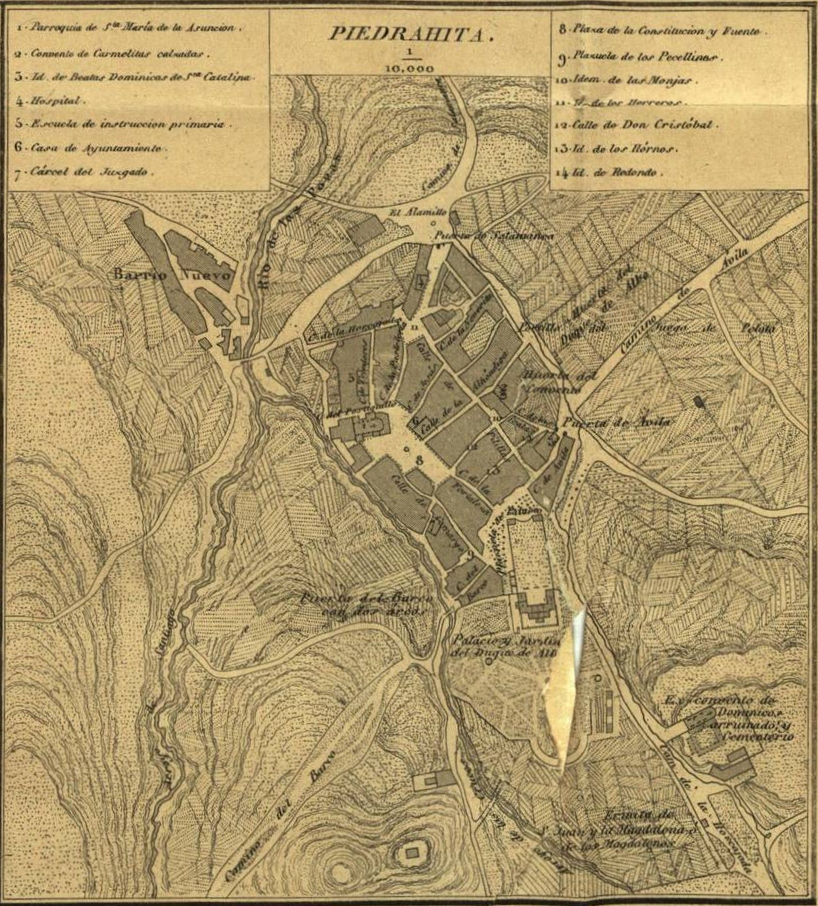
Mapa de la localidad de Francisco Coello publicado en 1864

Desde 1931, el palacio y sus jardines pertenecen al municipio gracias al buen gobierno del alcalde José de la Fuente, banquero de la localidad quien consiguió y financió para beneficio del pueblo, tanto el palacio, como los jardines que actualmente, albergan un centro de enseñanza y un parque.
Las principales fuentes de ingresos de los habitantes del municipio están en la agricultura y los servicios. Se cría ganado bovino y en los valles pervive aún la agricultura familiar, cada vez más escasa, que complementa los ingresos del sector turístico.
Esta población abulense, cabeza del señorío de Valdecorneja, ha sabido crecer y evolucionar, conjugando perfectamente su riqueza histórica y artística con la variedad de sus paisajes. Uno de los mayores alicientes de esta villa está en la posibilidad de practicar vuelo libre y montañismo. Posee, además, una de las más afamadas ferias del caballo de España. Pero sin lugar a dudas las tradicionales ferias de San Bartolomé en el mes de agosto y las fiestas patronales en honor de la Virgen de la Vega, santa patrona de la villa y del valle del Corneja, son las más tradicionales y entrañables. Estas últimas comienzan «la víspera del segundo domingo de septiembre» (dato muy importante para no equivocar la fecha) y se prolongan a lo largo de 4 días, poniendo punto final al verano. No vamos a olvidarnos de nuestro gran proyecto «Piedrahíta Goyesca», fiesta consolidada y muy importante porque en participan todos los vecinos de la villa, así como los de otros pueblos de la comarca.
La decimonovena etapa de la LXV Vuelta a España partió el viernes 19 de septiembre de 2010 de Piedrahíta, en una etapa que, tras 200 km, llegó a Toledo. Aunque no es la primera vez que La Vuelta recorría la localidad, sí fue la primera ocasión en que fue punto de partida de una de las etapas. Además hay que destacar también, que en numerosas ocasiones la Vuelta Ciclista a España ha pasado por el municipio de Piedrahíta, para enlazar con la carretera del Puerto de Peña Negra.
El campeonato del mundo de parapente fue celebrado en Piedrahíta en julio de 2011.

## Demografía
Piedrahita cuenta con una población de 1637 habitantes (INE 2024).
| Gráfica de evolución demográfica de Piedrahita entre 1842 y 2021 |
| |
| Población de derecho según los censos de población del INE. Población de hecho según los censos de población del INE.En este censo se denominaba Piedrahita de la Sierra: 1860. |

El municipio tiene como pedanías: La Almohalla, La Casa de las Fieras, La Cañada, Casas de Sebastián Pérez (coloquialmente «La Casa»), Pesquera y El Soto.

## Patrimonio

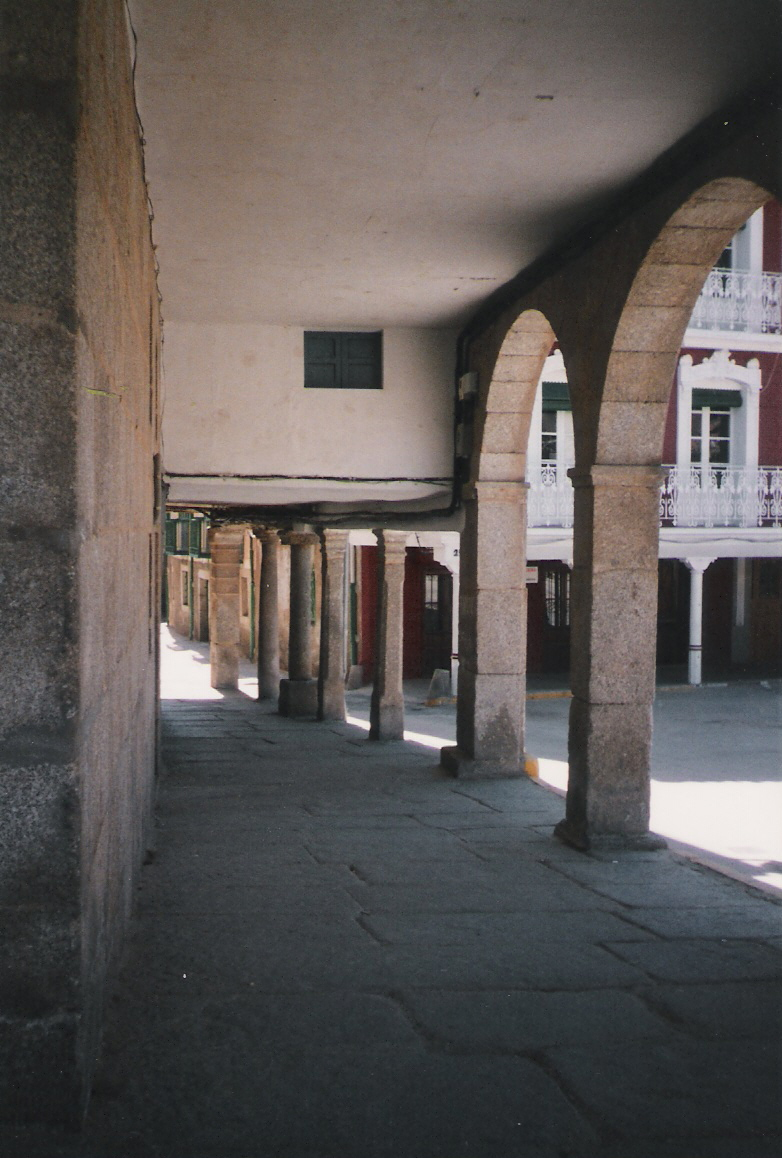
Soportales

La villa de Piedrahíta responde al tipo de núcleo cercado. Se estructura en torno a la plaza mayor porticada. Su envolvente muralla ha caracterizado la forma sensiblemente circular y radial del casco antiguo, con una trama típicamente medieval donde se conservan interesantes ejemplos de arquitectura popular, palacios y casonas. Posee cuatro fuentes, aunque Madoz, a mediados del siglo XIX sólo citaba dos: la pililla y la de la plaza de España. Por lo tanto el pilón de la plaza de Alcacerías y el de la plaza del palacio deben ser posteriores a 1850.
El 10 de enero de 2008 la villa fue declarada bien de interés cultural con categoría de conjunto histórico por el Consejo de Gobierno de la Junta de Castilla y León.

### Plaza España
Es la plaza mayor de la villa, cercana al lienzo sur de la muralla, con forma poligonal. Rodeada de soportales de diferentes épocas y estilos, unos son adintelados y otros con distintos tipos de arcos, sobre columnas de piedra. En las construcciones domina la piedra de granito o berroqueña.
Su parte central se halla ocupada por una soberbia fuente esculpida en granito (pilón), realizada en 1727.
Cabe destacar un amplio grupo de árboles que perfilan la plaza, alguno centenario.
Fue escenario de espectáculos públicos: torneos, juegos, autos de fe, procesiones, representaciones teatrales, corridas de toros y mercado semanal, que sigue celebrándose todos los martes del año.
En ella se localiza el Ayuntamiento y, dentro del mismo, el archivo municipal donde se guarda, entre otros documentos interesantes, la partida de nacimiento del Gran Duque de Alba. En ella se encuentra la parroquia de Santa María La Mayor.

### Palacio de los duques de Alba

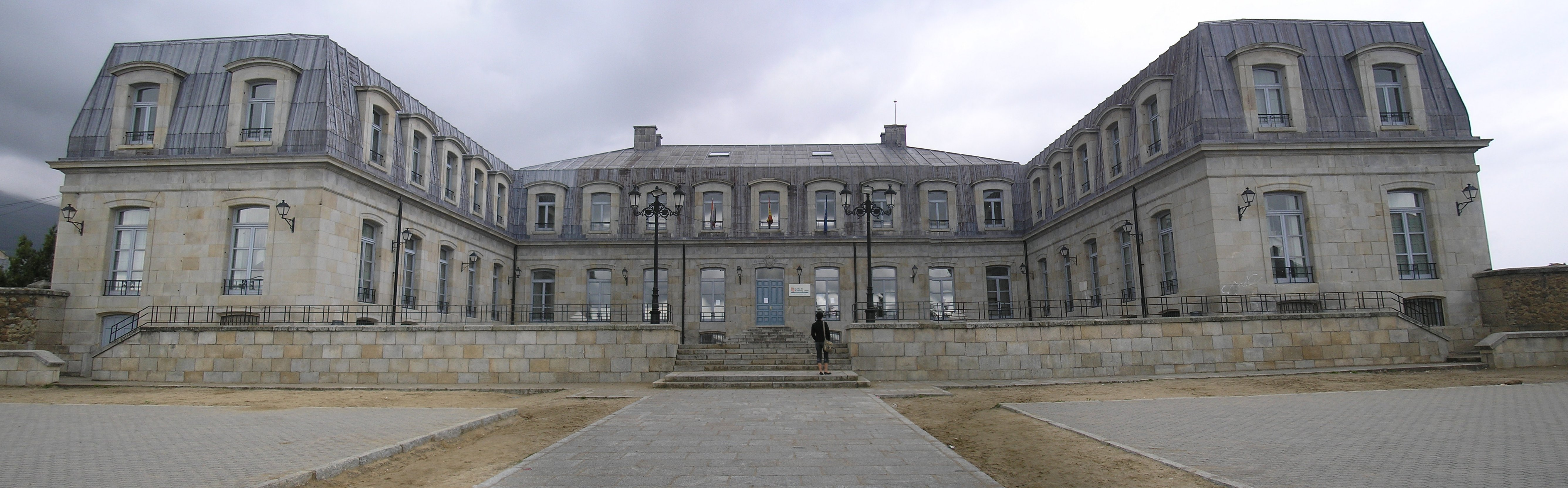
Fachada principal del palacio de los duques de Alba.

El palacio de los duques de Alba es el edificio más conocido y visitado. Fue residencia veraniega de la casa de Alba de Tormes y se construyó sobre el que se hallaba el antiguo castillo de los Álvarez de Toledo. Se trata de una hermosa edificación de estilo barroco francés, según la moda que imperaba en el país vecino, y que fue erigida entre 1755 y 1766, por el arquitecto francés Jacques Marquet, traído a España por el duque Fernando de Silva y Álvarez de Toledo quien le encargó la construcción.
Sin embargo, fue su nieta María del Pilar Teresa Cayetana de Silva y Álvarez de Toledo quien disfrutó del palacio más tiempo; tanto, que llegó a convertirlo en un importante lugar de reunión para los más ilustres personajes relacionados con el arte y la intelectualidad de la época. Jovellanos y Francisco de Goya, entre otros, descansaron en él.
El edificio levanta dos pisos sobre planta en forma de U, uno de ellos abuhardillado. Se accede a él por un hermoso patio de armas al que custodian en su entrada principal las casas de los guardeses. Tiene una red de galerías que se pueden dividir en tres grupos, según su sección. El jardín que posee en la parte trasera quedó, según cuenta la tradición, reflejado en algunos cuadros de Goya, como es el caso de La Vendimia.

### Iglesia de La Asunción

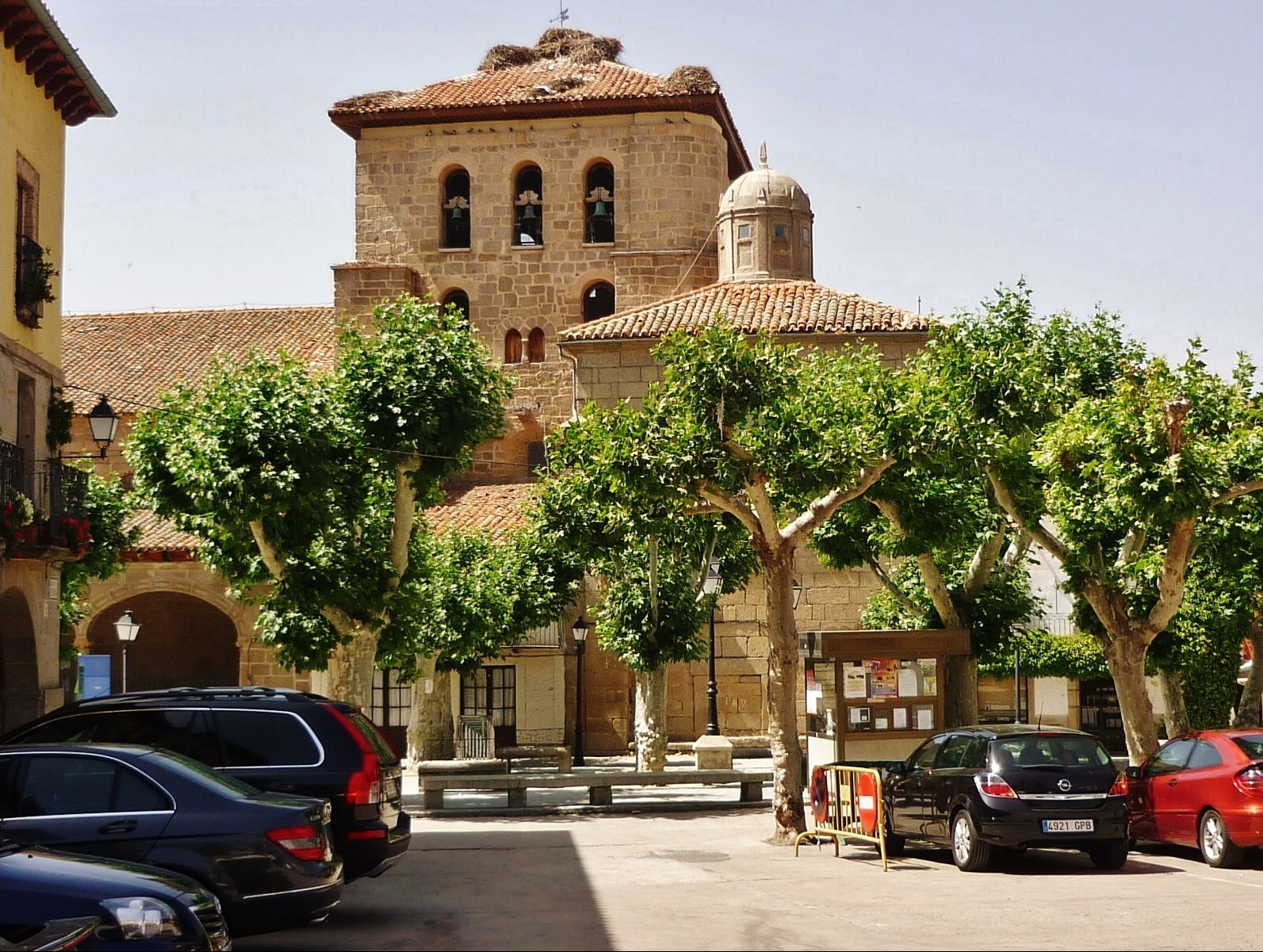
Iglesia de Nuestra Señora de la Asunción

La Iglesia de Nuestra Señora de la Asunción (siglo XIII) reúne diferentes estilos.

Fue edificada sobre un castillo donado por la reina Doña Berenguela en el siglo XIII, según la tradición. Sufrió grandes reformas en los siglo XVI y XVII con el añadido de algunas capillas particulares. Consta de tres naves separadas mediante arcos apuntados sobre pilares y otros de medio punto muy grandes que debieron aguantar una cubierta de madera anterior a la actual. El hastial conserva el ventanal gótico original. Algunos elementos, como la torre, llevan almenas. La portada se protege por pórtico de la segunda mitad del siglo XVI. También es de esta época el claustro.

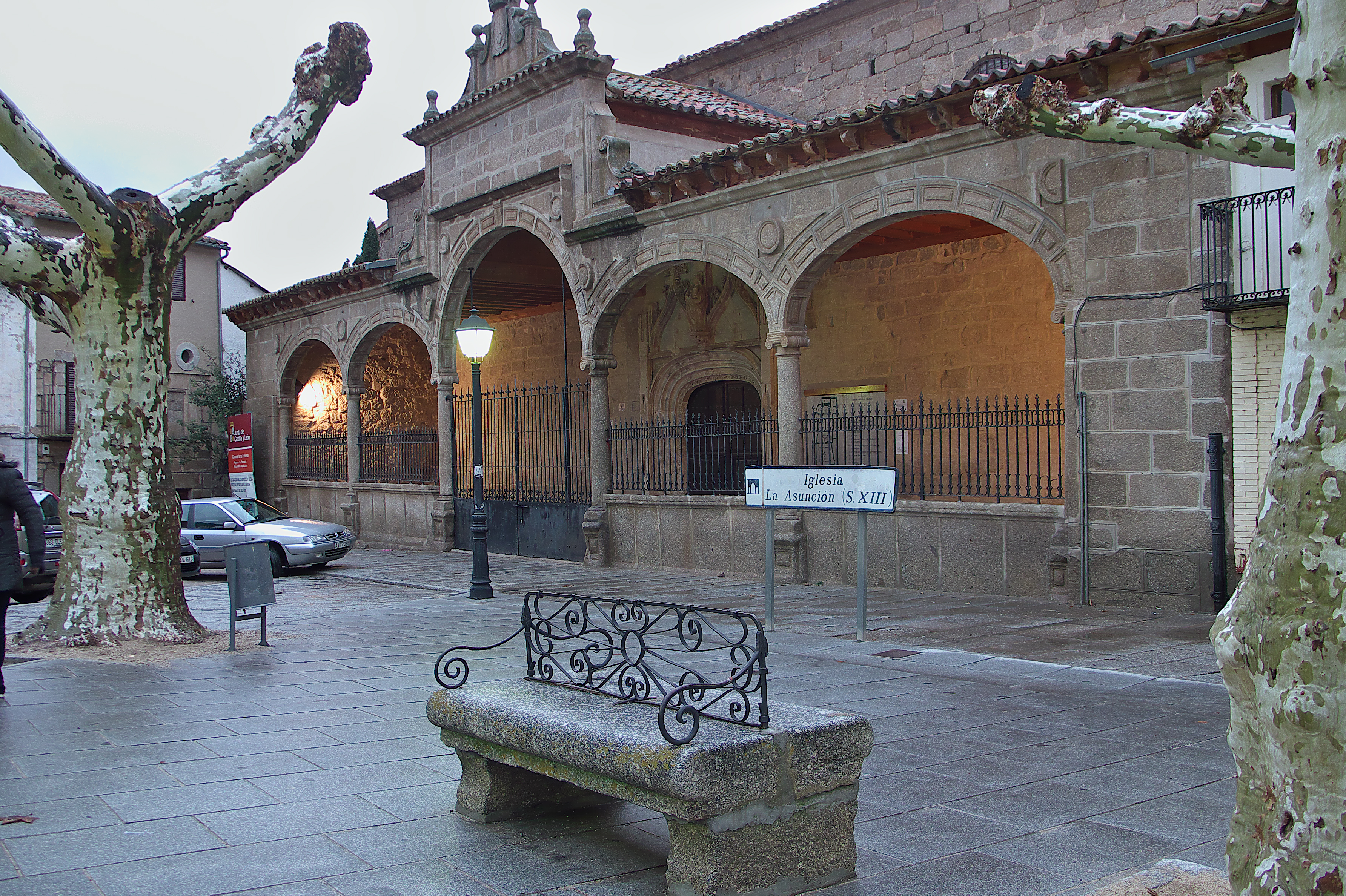
Portada de la iglesia de Nuestra Señora de la Asunción

Su interior alberga el Museo de Arte Sacro donde se puede disfrutar de piezas únicas como el sepulcro de los García de Vargas, el púlpito de madera tallada del siglo XV, la reja y sillería del Coro Bajo, así como numerosas tallas de gran interés y diferentes épocas. También existen obras de platería que, según Domínguez Blanca, van del siglo XVI al XIX, con distintos autores y procedencias.

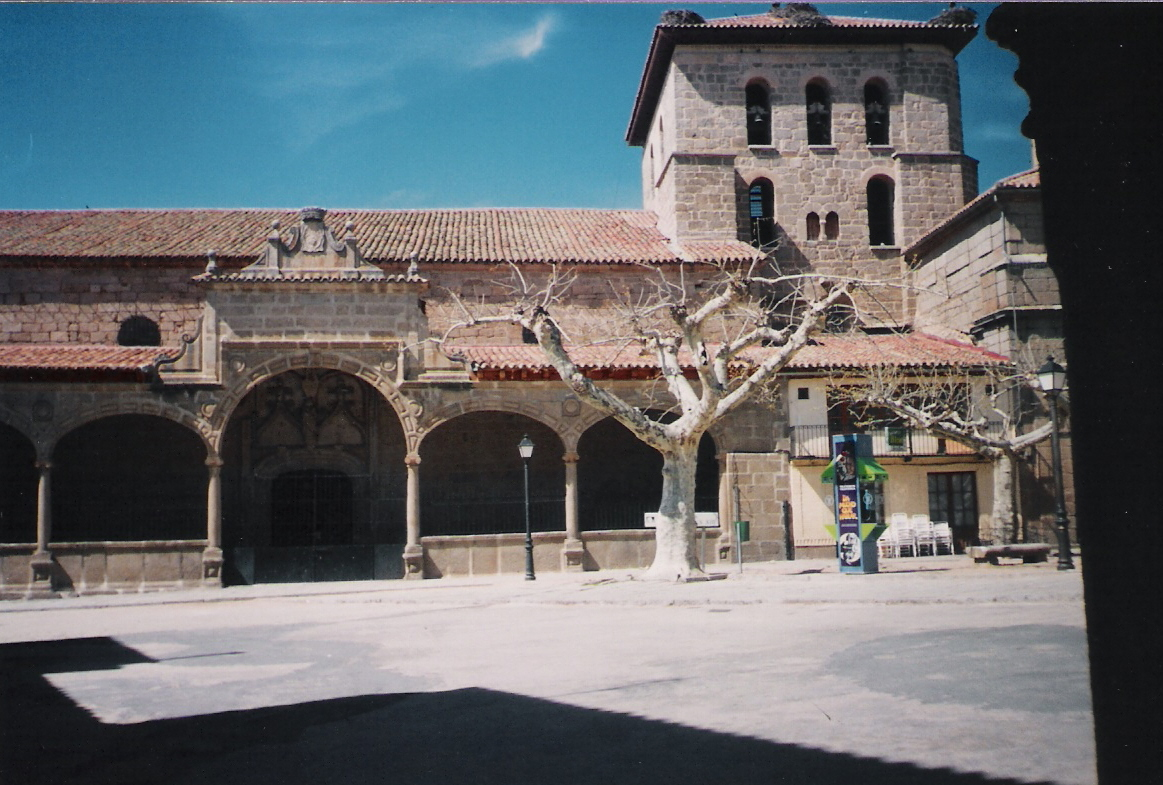
Iglesia de Nuestra Señora de la Asunción

Posee magníficos retablos de diferentes estilos y un valioso mural tras el altar mayor de principios del siglo XV, atribuido a Juan Rodríguez de Toledo, discípulo del maestro italiano Gherardo Starnina. El retablo de los Reyes en la nave del evangelio pertenece al estilo gótico. El hispano-flamenco de Santa Ana o de la Santa Parentela, se sitúa en la misma nave. También hay otros retablos barrocos realizados durante los siglos XVII y XVIII. Así, el de la capilla del licenciado Juan Jímenez Méndez fue erigido por Antonio González Ramiro en 1628. El retablo mayor es de finales del mismo siglo, de 1692. Fue construido por el ensamblador salmantino Manuel de Saldaña y por Antonio de Nao, otro artista del valle del Corneja. Sin embargo su gran expositor y su custodia fueron ejecutados en 1761 por el gran artista salmantino Miguel Martínez de la Quintana, quien también trabajó en otros pueblos de la comarca como Becedillas, La Horcajada, El Mirón o la ermita de Nuestra Señora del Soto (La Aldehuela). El retablo de San Andrés, en la capilla de los Tamayos, debió realizarse en torno a 1721 o 1722. Los colaterales al altar mayor (de San Antonio y del Nazareno) son ya de finales del siglo XVIII. También cabe destacar dentro del estilo barroco el órgano y la sillería del coro.

### Convento de Carmelitas

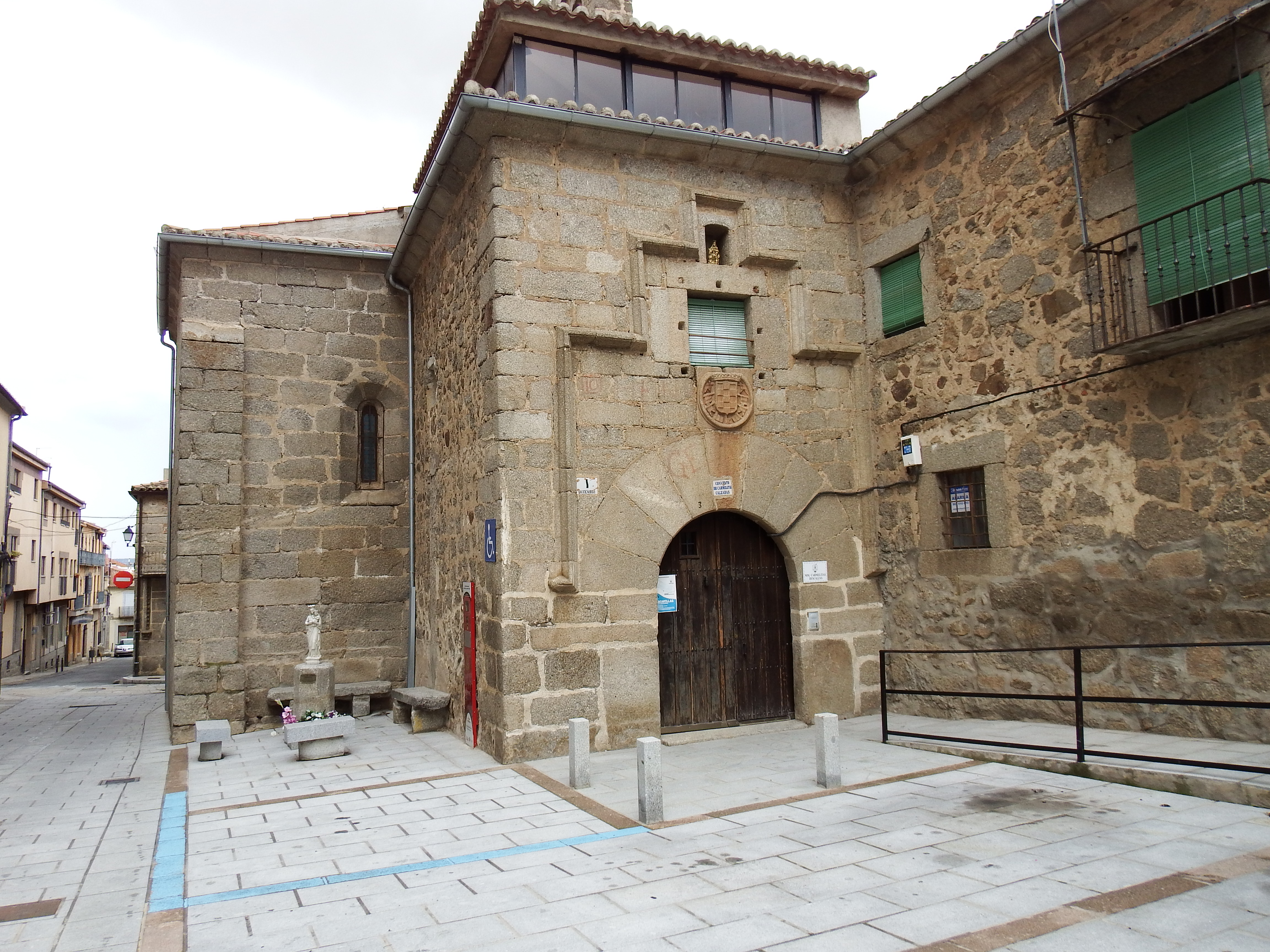
Convento de Carmelitas Calzadas

El antiguo convento de las Carmelitas Calzadas se construyó en el siglo XV, fundado por María de Vargas y Acebedo, en torno a 1460. La portada el convento es de finales del siglo XV, con gran portalón protegido con alfiz de firmas escalonadas y escudo de los duques de Alba. El interior está muy reformado, excepto una capilla particular, cubierta con crucería que aloja a la Virgen del Carmen en un retablo de la segunda mitad del siglo XVII. La iglesia posee algunos elementos de estilo gótico. Está presidida por un retablo mayor barroco de las primeras décadas del siglo XVIII, acorde con los que se hallan en la nave y con los adornos del techo.
El convento cuenta con un lienzo titulado «El Granadino» del pintor Alonso Cano mandado pintar por la Venerable María de Jesús y del Espino tras recibir según la tradición católica la gracia mística de ser coronada de espinas por el propio Jesús. Dicho cuadro se expone actualmente como parte de la sala museo creada desde el grupo de Museo de Arte Sacra de Piedrahíta (M.A.S.P.I.). Los restos mortales de la Venerable carmelita, tras un proceso informativo sobre su vida y virtudes llevado a cabo en 1735 por Pedro Pérez de Ayala, fueron trasladados al entrecoro de la iglesia para que los fieles privadamente recurrieran a su intercesión.

### Ruinas del convento de Santo Domingo
El convento de Santo Domingo fue fundado a finales del siglo XIV por Fernán Álvarez de Toledo, segundo señor de Valdecorneja, y su mujer Leonor de Ayala. Es este uno de los hitos capitales en la villa, tanto por su interés cultural general, como por sus relaciones artísticas con los cercanos conventos de San Esteban de Salamanca y Santo Tomás de Ávila.
En el siglo XIX tiene lugar la expropiación y ruina del convento, seguida de su conversión en cementerio. De la primitiva iglesia se conserva la capilla mayor, de rasgados ventanales apuntados y crucería sencilla, donde reposan los restos de sus fundadores, Fernán Álvarez de Toledo, apodado "el Tuerto", señor de Valdecorneja, y su esposa, Leonor de Ayala.
En el Archivo Histórico de la Villa se conserva el libro de Becerro, recopilación de escrituras por fray Gaspar Fandiño, al que se le dio este encargo debido a la notable pérdida documental, tras el incendio que asoló el Convento en enero de 1657. El Ayuntamiento de Piedrahíta, junto con el historiador Raimundo Moreno Blanco, ha rescatado del olvido dichos documentos en una nueva edición del Libro Fandiño, libro nuevo de Becerro de la Villa de Piedrahíta.
El Convento está incluido en la Lista roja de patrimonio en peligro de la asociación para la defensa del patrimonio Hispania Nostra.

### Plaza de toros

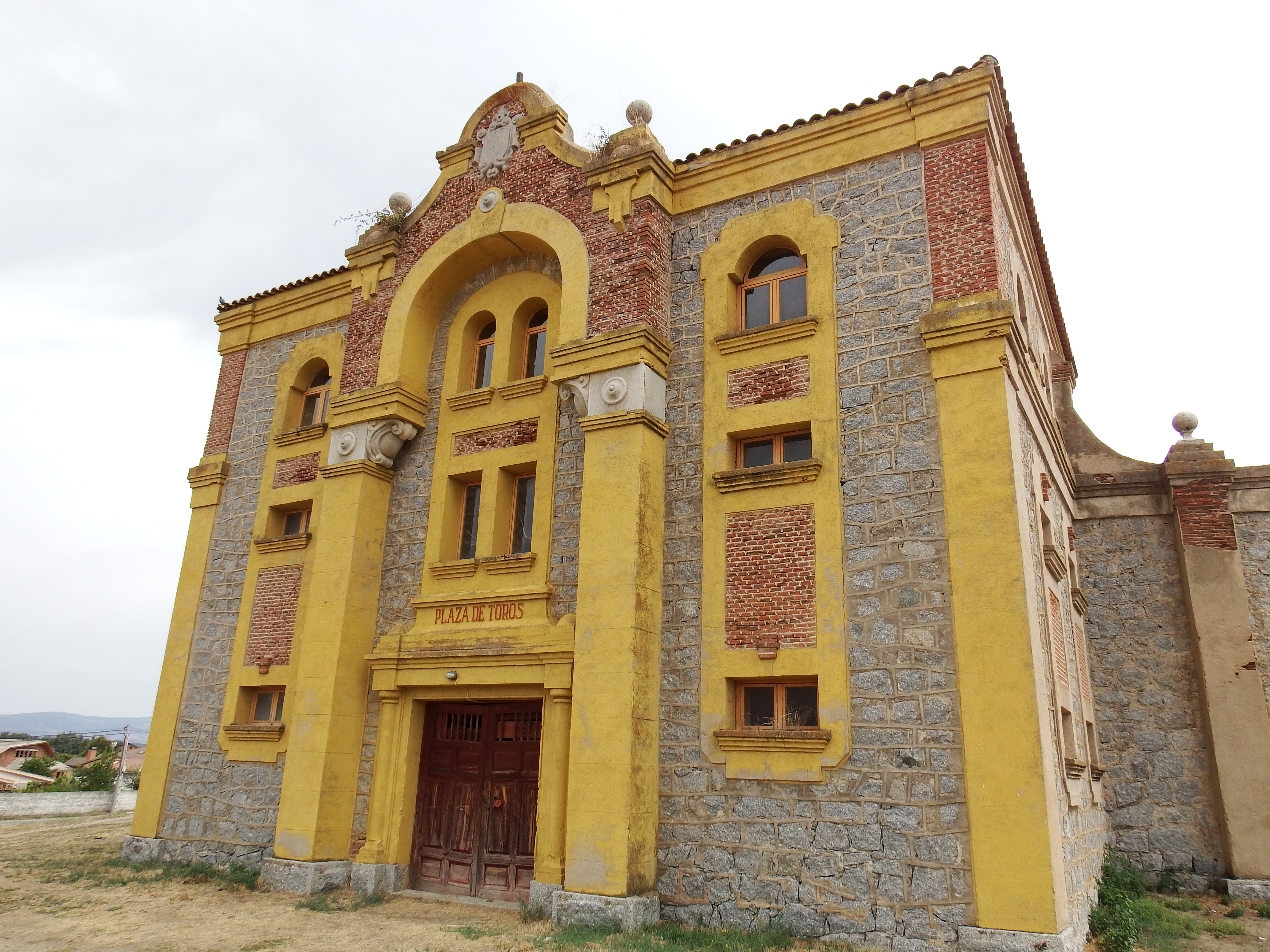
Plaza de toros

Obra del arquitecto Clemente Oria. Construida en mampostería con granito de la zona por los canteros de la comarca. Posee graderío de piedra con cornisa de ladrillo macizo, adornada con bolas de granito que se alternan en un juego de adornos discontinuos.
En ella estaba ubicada la Escuela de Equitación y Doma Vaquera Tradicional ofrecía clases de equitación de campo o doma vaquera e iniciación a otras disciplinas. La apertura de la plaza tuvo lugar el 26 de agosto de 1951. Julio Aparicio, Pablo Lalanda y Paco Ortiz, que tomaba la alternativa, estoquearon toros de María Antonia Fonseca.

### Casa de José María Gabriel y Galán

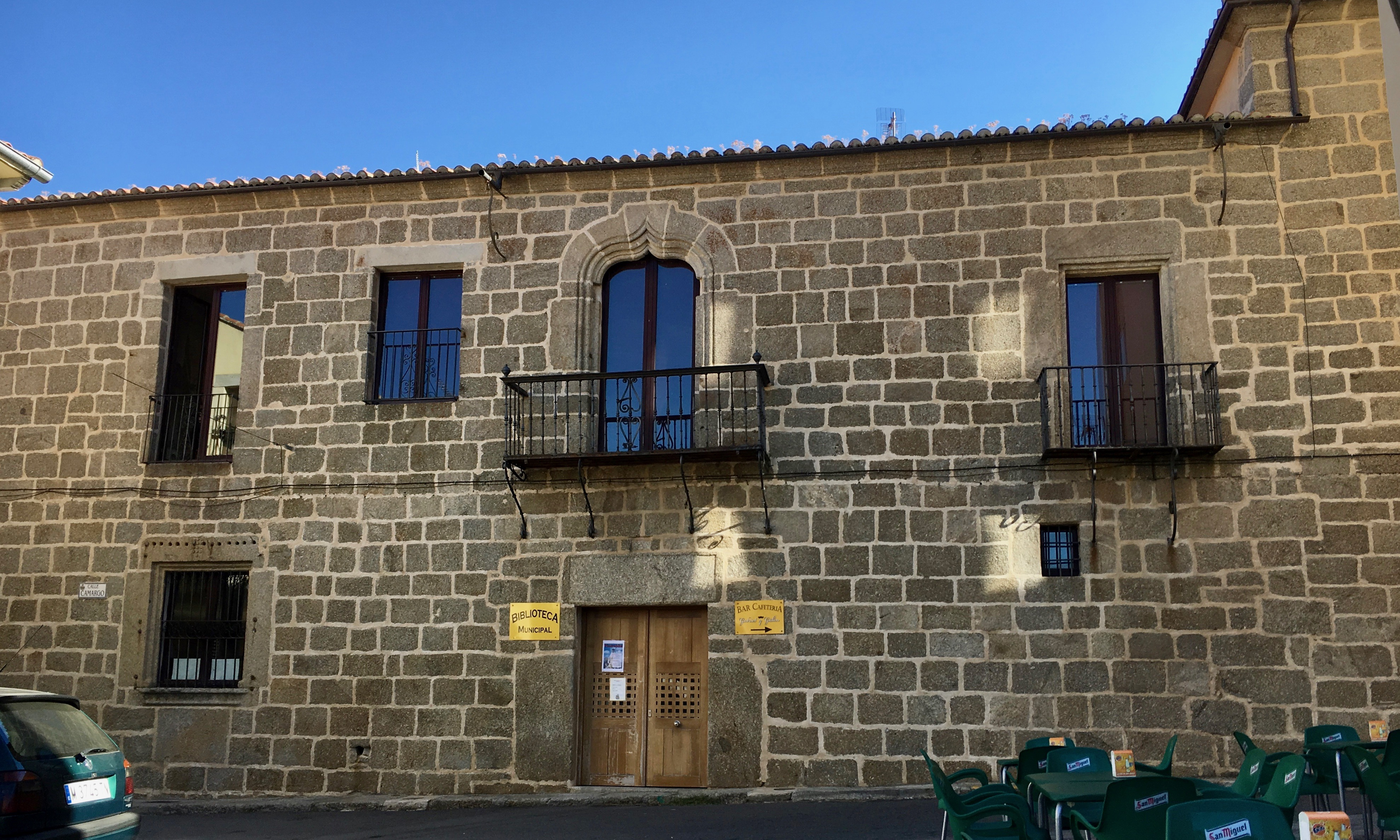
Casa de José María Gabriel y Galán

La casa de Gabriel y Galán recibe este nombre por ser la residencia del poeta José María Gabriel y Galán durante el ejercicio de su magisterio en la villa.
Fue casa del administrador del duque de Alba. En 1875 pasó a ser propiedad del Ayuntamiento, destinándose entonces a escuela pública y residencia del maestro. Actualmente una parte se destina a centro de salud y la otra se ha rehabilitado para diversos servicios municipales como la biblioteca municipal.

### Ermita de la Virgen de la Vega
La Virgen de la Vega, patrona del valle del Corneja, tiene su templo a unos kilómetros del pueblo. Está situado en una llanura en cuyas inmediaciones se realizaron excavaciones arqueológicas por las que quedó patente, entre otros, el asentamiento de una villa tardoromana o visigoda.
El edificio es de mampostería con cabecera cuadrada y nave única. Ambas cubiertas presentan interesante artesonado de madera, cuya tipología de lazo recuerda, según Fernández-Shaw Toda, a las construcciones habituales del siglo XVI, aunque debió sufrir reformas en el siglo XVIII, cuando se añadieron otros temas decorativos. Su campanario exento es mucho más moderno (siglo XX). Anteriormente había poseído una espadaña. Tras la ermita perdura una plaza de toros de forma cuadrada que aún conserva sus burladeros graníticos. Su interior aloja la imagen de la Virgen de la Vega en un retablo camarín de finales del siglo XVIII.
La explanada es escenario de fiestas tradicionales del Valle, que se da cita en ella cada año para celebrar la Romería en homenaje de su Patrona, la Virgen de la Vega el primer lunes después del domingo de Pentecostés.
El sábado víspera del segundo domingo de septiembre la imagen de la Virgen es conducida en procesión a la villa de Piedrahíta. Allí es recibida con bailes propios de la localidad tocados por dulzaina, como La subida de la Virgen o la Charrada de Piedrahíta, que los lugareños, ataviados con el traje serrano, bailan en su honor. Es entonces cuando se celebran las fiestas patronales. La Virgen permanece en la iglesia parroquial hasta el último domingo de octubre, en que es devuelta procesionalmente a su ermita.

## Símbolos

Escudo de Piedrahíta

El escudo heráldico y la bandera que representan al municipio fueron aprobados oficialmente el 13 de octubre de 2000. El escudo se blasona de la siguiente manera:

Escudo dividido en cuatro cuarteles, en el primero y último sobre campo de plata una Corneja sable parada en cada uno; en el segundo y tercero sobre campo de oro un Pino y un Roble sinoples en cada uno, puestos sobre unos peñascos al natural. Timbrado y adornado de una Celada de acero bruñido, colocada de perfil mirando a la diestra. Por debajo de la celada una divisa o cinta que con letras de oro sobre campo de azur digan «Muy noble y leal Villa de Piedrahíta», desprendiendo por ambos lados desde la frente hasta la punta del escudo un follaje de lambrequines que le abracen, sueltos al aire y proporcionados al todo de la caja de los cuatro cuarteles.
Boletín Oficial de Castilla y León nº 82 de 27 de abril de 2001

La descripción textual de la bandera es la siguiente:

Bandera cuadrada, de proporción 1:1, dividida en tercia al asta, de color negro la primera porción, y de verde la parte al batiente. En el corazón campea el escudo de la Villa.
Boletín Oficial de Castilla y León nº 82 de 27 de abril de 2001